# Latirisme

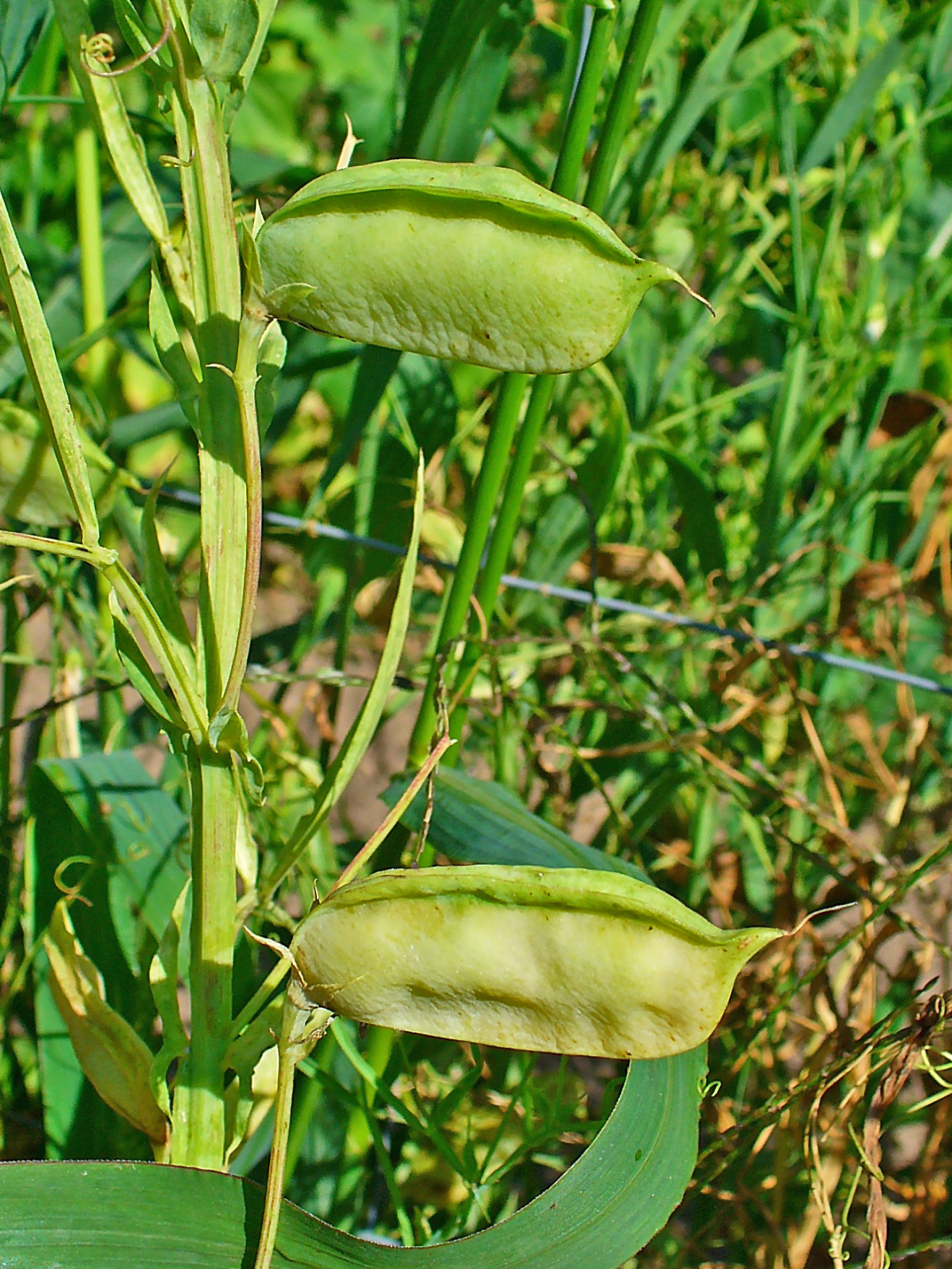
Les beines de la guixera (Lathyrus sativus) contenen la guixa

Molècula d'àcid Glutamic. L'ODAP actua com a anàleg estructural dels glutamats.

La latirosi o  latirisme és una afecció de paràlisi muscular. El nom d'aquesta malaltia prové del nom llatí del gènere de la guixera (Lathyrus sativus) i altres plantes similars, com la guixonera (Lathyrus cicera), el tapissot (Lathyrus ochrus) i el veçot (Lathyrus clymenum)

## Descripció
La guixa, la llavor de la guixera, conté un cert aminoàcid conegut com a ODAP (anglès). Actuant com a anàleg estructural del glutamat neurotransmissor, l'ODAP pot causar problemes neurotòxics. Aquests problemes poden incloure reducció aguda de la massa muscular, sobretot a la zona glútea, així com paràlisis dels membres inferiors i apatia. Es manifesta en les persones i els animals domèstics en els quals la ingestió d'aquesta herba o d'aliments preparats amb guixa forma part de la dieta regular.
La farina de guixa, preparada molent la llavor d'aquesta planta, té una certa toxicitat i consumir-la com a àpat únic o principal durant períodes molt llargs pot causar el latirisme. Actualment s'ha introuït el conreu de varietats de guixa que contenen quantitats molt més reduïdes d'ODAP en les zones afectades per latirisme.
La mancança de varietat en la dieta, causa principal d'aquesta malaltia, va associada normalment amb la malnutrició, la pobresa i l'adulteració d'aliments. La malaltia del latirisme afecta normalment més els homes que les dones i està molt estesa a zones a on hi ha poca varietat en l'alimentació quotidiana, com a certes regions rurals de Bangladesh, Etiòpia, Índia i Nepal,

## Gachas manchegas
L'ús de farina de guixa és comú en la preparació de les gachas manchegas, també conegudes com a gachas de almorta, un plat de la cuina casolana i ancestral de la Manxa.
A Espanya és difícil trobar farina de guixa pura fora de la zona de Castella - la Manxa. Hi ha algunes marques comercials en les quals la farina de guixa es troba barrejada amb farina de blat per rebaixar la seva toxicitat.